# Természettudomány
A természettudomány az élő és élettelen természet jelenségeinek, objektumainak tanulmányozásával foglalkozó tudományágak gyűjtőneve.
A természettudomány körébe tartoznak: fizika, kémia, biológia, földrajztudomány, geológia, meteorológia, csillagászat, orvostudomány, mezőgazdaság-tudomány, genetika.

## Története
Az ókorban a csillagászat volt az első természettudomány, ami vallási és társadalmi szükségletek mentén Mezopotámiában alakult ki. Leíró, rendszerező tudomány volt egzakt törvények nélkül. Ebbe a korba tehetjük a technika fejlődése következtében a mérnöki tudományok és az építészet kezdeteit is. Az ókori görögök alkották meg mai tudásunk szerint az első egzakt törvényeket. Ők a még mindig egységes természettudományt a görög természet (φύσις) szóból fizikának hívták, ami a filozófiával szorosan összefonódva fejlődött. Arkhimédész és Arisztotelész nevét érdemes megemlíteni, utóbbi mintegy összegezte az ókori görög fizikát.
A középkorban Arisztotelész tanai határozták meg a természettudományt, mellette a rokon tárgyú, de nem tudományos szemléletű alkímia és asztrológia virágzott. Előbbinek mégis fontos szerepe volt a fizikából először kiváló társtudomány, a kémia módszereinek kialakulásában.

## A természettudományok kelléktára
- Matematika
- Filozófia, logika

A természettudományok művelése ezen területek ismerete nélkül lehetetlen. Ezek az eszközök – mint egyfajta váz – fogják össze az egyes természettudományokat, azok eredményeit.
A matematika írja le a természetet. A filozófia elvi kérdésekkel, a megismerés útjával foglalkozik, ezen belül a logika a helyes gondolkodás folyamatát mutatja be. Segédtudománynak sem a matematika, sem a filozófia nem határolható be, mert önállóan is tudományt alkotnak. Ha kategorizálni kell őket, a matematikát általában a természettudományok közé, a filozófiát pedig a társadalomtudományok közé szokás sorolni.

## A természettudományok osztályozása

### Alaptudományok
- Fizika
- Kémia
- Biológia
- Földtudomány
- Csillagászat

### Alkalmazott természettudományok
- Mérnöki tudományok vagy műszaki tudományok
- Mezőgazdaság-tudomány
- Orvostudomány